# Okular (program komputerowy)
Okular – przeglądarka dokumentów cyfrowych dla środowiska KDE od wersji 4. Została oparta na czytniku dokumentów KPDF. Zastąpił ten oraz kilka innych programów: KGhostView, KFax, KFaxview i KDVI.

## Historia
Okular został zapoczątkowany podczas Google Summer of Code w 2005 roku przez Piotra Szymańskiego. Okular został uznany za sukces w ramach edycji 2007 Season of Usability. W tej edycji stworzono makietę paska narzędzi Okulara na podstawie analizy innych popularnych przeglądarek dokumentów oraz ankiety dotyczącej użytkowania.
Kiedy w grudniu 2016 roku Okular został przeniesiony na Qt 5, numeracja wersji została zmieniona z 0.26 na 1.0.
Od września 2019 roku Okular jest dostępny w Windows Store.
W lutym 2022 roku Okular otrzymał nagrodę Blue Angel za zrównoważony projekt oprogramowania, przyznawaną przez rząd niemiecki.

## Obsługiwane formaty
Okular obsługuje m.in. następujące formaty dokumentów:
- PDF (przy użyciu biblioteki Poppler)
- Postscript (biblioteka libgs)
- TIFF (libTIFF)
- CHM (libCHM)
- DjVu (DjVuLibre)
- DVI
- XPS
- ODF
- EPub

## Dodatkowe funkcje
Okular pozwala tworzyć w dokumentach przypisy, zaznaczać fragment strony markerem, podkreślać tekst czy tworzyć elipsy. Tak wykonane zmiany zostają zachowane w ramach systemu operacyjnego, na którym zainstalowano Okular. Nie ma możliwości edycji dokumentów.